# Harald Ofner (Politiker)

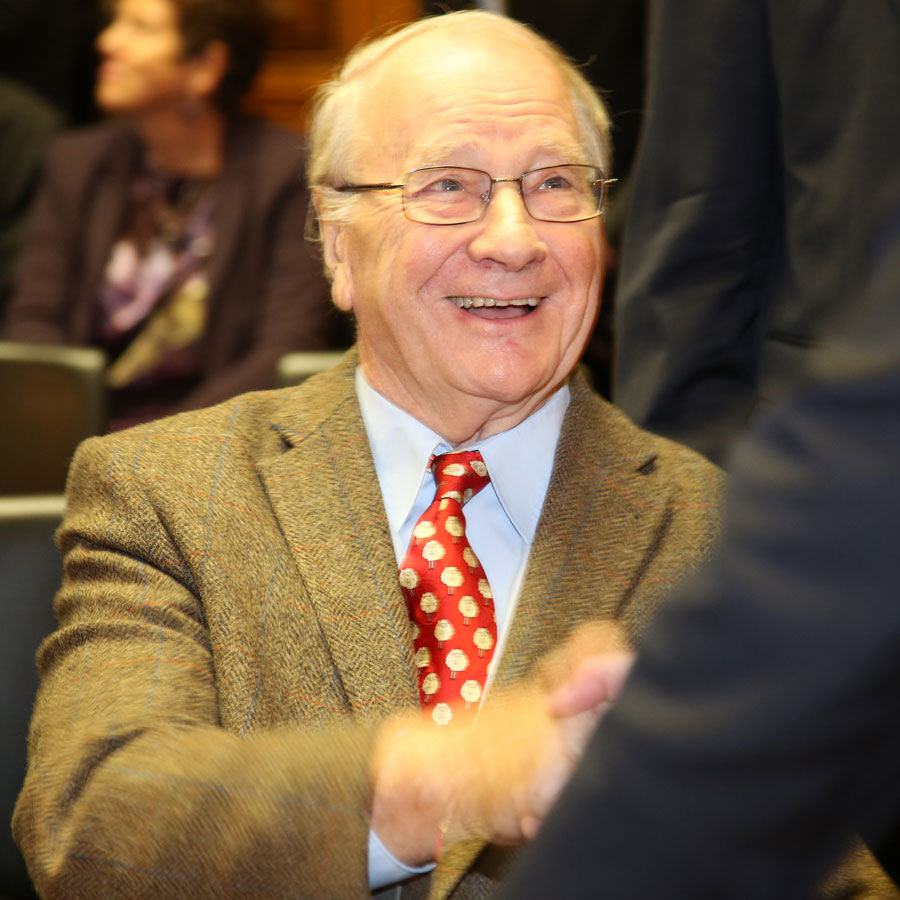
Harald Ofner (2014)

Harald Ofner (* 25. Oktober 1932 in Wien) ist ein österreichischer Rechtsanwalt und Politiker (FPÖ).

## Leben
Harald Ofner besuchte 1942 bis 1945 die Napola Traiskirchen bei Wien. Danach erlernte er den Beruf des Starkstrommonteurs. Er besuchte eine Maturaschule und absolvierte anschließend ein Studium der Rechtswissenschaften (Dr. iur. 1958). Ab 1965 war er als Rechtsanwalt tätig. Die Zulassung hat er inzwischen zurückgegeben.
Seine politische Laufbahn begann Ofner im Gemeinderat von Mödling. Von 1976 bis 1986 war er Landesparteiobmann der FPÖ Niederösterreich. In den Jahren 1979–1983 und 1986–2002 gehörte er als Abgeordneter dem Nationalrat an. Von 1983 bis 1987 war Ofner österreichischer Justizminister in den Regierungen von Fred Sinowatz und Franz Vranitzky.
Ofner verteidigte im Jahr 2000 Peter Paul Rainer, welcher 1997 den ehemaligen Parteivorsitzenden des Südtiroler FPÖ-Ablegers „Die Freiheitlichen“ Christian Waldner erschossen hatte. Trotz Ofners Bemühungen wurde Rainer kurz nach seiner Verhaftung in Wien-Rudolfsheim an Italien ausgeliefert.

## Auszeichnungen
- Großes Goldenes Ehrenzeichen am Bande für Verdienste um die Republik Österreich
- Militär-Verdienstzeichen (2002)[2]
- Silbernes Komturkreuz mit dem Stern des Ehrenzeichens für Verdienste um das Bundesland Niederösterreich (2025)[3][4]

## Trivia
Im Zuge der Lucona-Affäre tätigte der damalige Justizminister Ofner in einer Parlamentsdebatte den Ausspruch: 

„Die Suppe ist zu dünn.“

Er meinte damit, dass die Beweislage für eine Anklage nicht ausreichend sei. Dieser Spruch wird seither gern in Justiz- und Journalistenkreisen für ähnliche Fälle verwendet.